# Maëva Squiban
Maëva Squiban (Brest, 19 maart 2002) is een Frans wielrenster die sinds 2025 rijdt bij UAE Team ADQ.

## Carrière
Bij de junioren was Squiban ook actief in het veldrijden, ze werd derde in het eindklassement van de Coupe de France in het veldritseizoen van 2019/2020. Daarnaast was ze al snel sterk in het tijdrijden, ze won in 2019 onder andere de Chrono des Nations bij de junioren. Bij de Europese kampioenschap tijdrijden van 2020, eveneens bij de junioren, werd ze tweede, ditmaal achter Elise Uijen. In 2020 ging Squiban rijden bij de wielerploeg Charente-Maritime, dat een jaar later overging in Stade Rochelais Charente-Maritime. Ze zou tot en met 2023 blijven rijden bij deze ploeg. In haar tweede seizoen reed ze onder andere Parijs-Roubaix waar ze buiten tijd zou finishen. In 2022 nam ze deel aan de eerste editie van de Ronde van Frankrijk bij de vrouwen. In de derde etappe stapte ze vroegtijdig af. Eerder dat jaar nam ze onder andere deel aan de Scheldeprijs en Parijs-Roubaix.
In 2023 behaalde ze op Spaanse bodem haar eerste UCI-overwinning. Na een tweede plaats in de ploegentijdrit in de eerste etappe zegevierde Squiban in de tweede etappe, die finishte in Cáceres, van de eerste editie van de Ronde van de Extremadura. Later dat jaar nam ze vaker deel aan meerdaagse etappewedstrijden. Begin augustus eindigde ze bij de nationale kampioenschappen voor beloften tweemaal op het podium; bij de tijdrit werd ze tweede, achter Eglantine Rayer, en bij de wegwedstrijd sloot ze het podium af, achter Océane Mahé en Rayer. In 2024 nam Squiban voor het eerst deel aan de Ronde van Vlaanderen, behaalde ze meerdere top tien klasseringen en won ze begin september de vierde etappe in de Ronde van de Ardèche. In de derde editie van de Ronde van Frankrijk werd ze tweede in de zevende etappe, als eerste achtervolgster van Justine Ghekiere. Squiban finishte voor onder anderen Demi Vollering en Katarzyna Niewiadoma.
Bij haar derde deelname aan de Ronde van Frankrijk in 2025 won ze twee etappes, ze reed zowel in de zesde als in de zevende etappe solo naar de finish. In de zesde etappe, die finishte in Ambert, legde ze een solo af van ruim dertig kilometer en finishte landgenote Juliette Labous iets meer dan een minuut later. Een dag later, toen de finish lag in Chambéry, liet ze op de laatste klim onder andere mede-aanvalster Mareille Meijering achter en reed ditmaal de laatste twintig kilometer solo naar de eindstreep.

## Overwinningen
2019
Chrono des Nations, junioren
2023
2e etappe Ronde van de Extremadura
2024
Bergklassement Ronde van Normandië
4e etappe (ITT) Ronde van de Ardèche
Jongerenklassement Tour de la Semois
2025
Bergklassement Ronde van de Extremadura
6e en 7e etappe Ronde van Frankrijk

### Resultaten in voornaamste wedstrijden
| Jaar | Ronde van Italië | Ronde van Frankrijk | Ronde van Spanje |
| ---- | ---------------- | ------------------- | ---------------- |
| 2021 |                  |                     |                  |
| 2022 |                  | opgave              |                  |
| 2023 |                  |                     |                  |
| 2024 |                  | 40e                 |                  |
| 2025 |                  | 15e (2)             | 61e              |

| Jaar | Milaan-San Remo | Ronde van Vlaanderen | Parijs-Roubaix | Scheldeprijs |
| ---- | --------------- | -------------------- | -------------- | ------------ |
| 2021 |                 |                      | buit.tijd      |              |
| 2022 |                 |                      | opgave         | 40e          |
| 2023 |                 |                      | 98e            |              |
| 2024 |                 | opgave               |                |              |
| 2025 | 108e            |                      |                |              |

## Ploegen
- 2020 –  Charente-Maritime
- 2021 –  Stade Rochelais Charente-Maritime
- 2022 –  Stade Rochelais Charente-Maritime
- 2023 –  Stade Rochelais Charente-Maritime
- 2024 –  Arkéa-B&B Hotels
- 2025 —  UAE Team ADQ

al Sayegh · Amialiusik · Bäckstedt · Bertizzolo · Blasi (vanaf 14/5) · Chapman · Gasparrini · Gillespie · Holden · Ivanchenko · Longo Borghini · Magnaldi · Marturano · Neumanová · Persico · van Rooijen · Squiban · Swinkels · Włodarczyk